# هلن توئلوتریز
هلن توئلوتریز (به انگلیسی: Helen Twelvetrees)  (زاده ۲۵ دسامبر ۱۹۰۸ - درگذشت ۱۳ فوریه ۱۹۵۸) بازیگر اهل ایالات متحده آمریکا بود.
از فیلم‌هایی که وی در آن نقش داشته‌است، می‌توان به بلندپرواز باش اشاره کرد.